# Birkeland (cratera)
Birkeland é uma cratera de impacto lunar que se encontra no hemisfério sul do outro lado da Lua. Essa cratera está presa à cintura central da forma estranha da cratera Van de Graaff , e pode, em parte, explicar a forma da figura 8 da cratera.  A sudeste está a grande planície murada de Leibnitz .
Esta cratera não foi significativamente erodida, e a borda externa é bem definida com paredes internas bem aparafusadas ao redor de grande parte do interior.  A borda tem uma pequena protuberância para o interior ao norte, onde está presa à formação de Van de Graaff.  O piso interior é relativamente plano, exceto no sudeste, onde há algum terreno acidentado.  Há uma formação de pico central no ponto médio.

## Crateras satélites
Por convenção, essas características são identificadas nos mapas lunares colocando-se a letra ao lado do ponto médio da cratera mais próximo de Birkeland.
| Birkeland | Latitude | Longitude | Diâmetro |
| --------- | -------- | --------- | -------- |
| M         | 32,0 ° S | 174,1 ° E | 23 km    |